# Dimmer

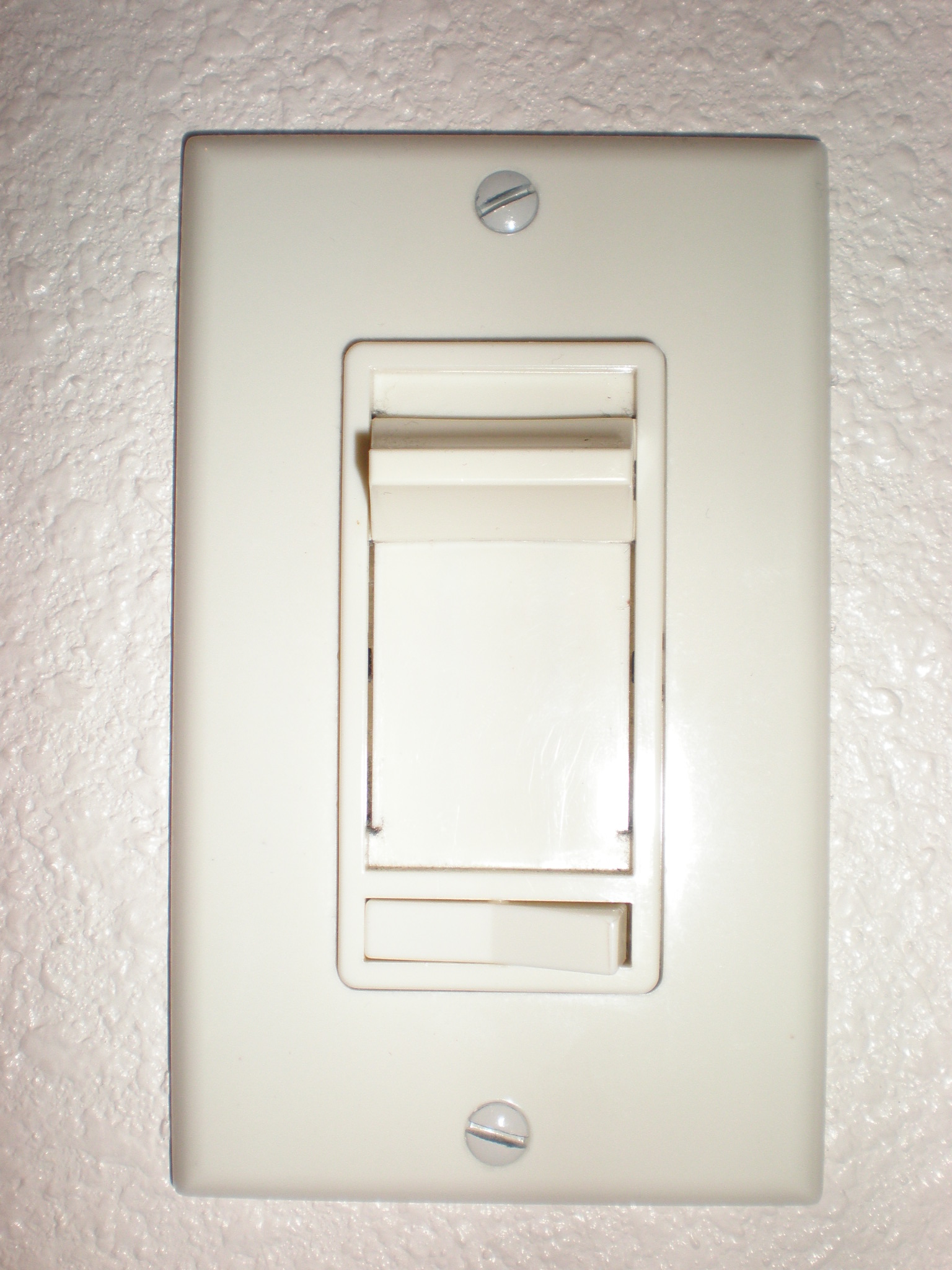

Il varialuce, anche noto come dimmer (dal verbo inglese to dim: abbassare, attenuare), è un regolatore elettronico utilizzato per controllare o limitare la potenza elettrica assorbita da un carico.
Il controllo della potenza trasferita a un carico può basarsi su un reostato per la regolazione della tensione (che risulta poco efficiente) oppure sulla variazione del duty cycle di alimentazione del carico, trasferendogli solo parte della sinusoide di tensione applicata dalla rete elettrica (modulazione detta a controllo di fase e talvolta si parla di dimmer fasico), oppure la commutazione può essere fatta a sinusoidi intere. In quest'ultimo caso si ha una bassa produzione di disturbi, ma il valore efficace della tensione in uscita diventa instabile: per tale ragione, sono per lo più usati per resistenze riscaldanti (ad esempio nei forni).
Un altro tipo di controllo si ottiene con l'uso di un autotrasformatore variabile detto variac. L'efficienza è buona e i disturbi sono ridotti. Rispetto al dimmer presenta alcuni svantaggi: peso elevato, dimensioni maggiori, difficoltà di controllo remoto e presenza di un contatto strisciante sul quale scorre tutta la corrente del carico.
Il primo dimmer elettronico è stato realizzato nel 1961 da Joel Spira, fondatore della Lutron Electronics. I dimmer sono usati nell'illuminotecnica per la regolazione dell'intensità luminosa di lampade a incandescenza o alogene.
Esistono numerosi tipi di dimmer, da quelli usati in casa per la regolazione di una singola lampada a quelli che regolano l'intensità luminosa di interi apparati come quelli presenti nei teatri, negli studi televisivi o in altri grandi complessi. I dimmer possono essere dotati di dispositivi meccanici o elettronici che ne permettono la calibrazione. Essendo di uso molto comune sono stati realizzati circuiti integrati esclusivamente per questa funzione.
Esistono in commercio dimmer comandati a distanza, talvolta regolati attraverso il protocollo di comunicazione Digital MultipleX (detto anche DMX). Nelle versioni più comuni, adatti agli impianti delle nostre case, il comando avviene tramite un pulsante, una manopola o per semplice sfioramento.

## Schema elettrico di principio

Schema elettrico di principio di un tipico circuito dimmer per il controllo di un carico mediante applicazione di parte della sinusoide della rete elettrica

Animazione relativa allo schema elettrico riportato nella voce che mostra in alto la tensione applicata al carico; in basso l'impulso di corrente applicato al gate dell'SCR nel caso si vari continuamente la regolazione del resistore variabile tra minimo e massimo

Il carico è applicato in serie al circuito in figura. L'uso di un SCR comporta l'introduzione di un ponte raddrizzatore (nello schema D2, D3, D4 e D5) questo inverte le semionde "negative" della sinusoide in semionde dello stesso segno come si vede nell'animazione.
Partendo dall'inizio della semionda (quando l'SCR non è attivo e quindi è un circuito aperto) la tensione applicata (attraverso il carico in serie con resistenza trascurabile rispetto al circuito di controllo illustrato) fa salire la tensione sul condensatore C mediante un ritardo regolabile dal resistore variabile R (il diodo Zener ZD ha in questa fase una corrente trascurabile in quanto la sua tensione è sotto al ginocchio di innesco). Quando la tensione su C raggiunge il valore che porta in conduzione ZD si applica una corrente sul gate dell'SCR che lo manda in conduzione (diventa in prima approssimazione un corto circuito; in realtà rimane una tensione di circa un volt, principale punto che limita l'efficienza del circuito). Questo comporta l'attivazione del carico e, attraverso D1, la scarica di C in modo che alla prossima semionda sia nuovamente scarico. L'SCR rimarrà in conduzione fino a quando la sua corrente scenderà a zero al termine della semionda. A questo punto il circuito ripete il suo ciclo all'inizio della successiva semionda.
Va notato che:
- È indispensabile che le semionde raddrizzate abbiano un valore minimo molto prossimo a zero volt altrimenti l'SCR non passa dalla conduzione (quasi un corto circuito) all'interdizione (circuito aperto) e il circuito non funziona nel senso che il carico, in serie al circuito, resta sempre attivo.
- Per piccole potenze l'uso di un triac è più comune rispetto al circuito illustrato che impiega un SCR. Il circuito riportato si semplificherebbe con rimozione del ponte raddrizzatore (D2, D3, D4 e D5) e la sostituzione del diodo Zener ZD con un DIAC.
- Il diodo Zener ZD in genere viene sostituito da un dispositivo più efficiente: un diac che, rispetto allo Zener, al superamento della tensione ai suoi capi per cui entra in conduzione la sua tensione si abbassa notevolmente, quindi invia sul gate del triac un impulso di corrente molto maggiore (questo comporta un passaggio da interdizione a conduzione dell'SCR o del triac più deciso[5].

## Vantaggi nell'uso deidimmer
- Efficienza. Prima dell'uso dei dimmer si usavano reostati in serie al carico che dissipavano una potenza paragonabile a quella inviata al carico stesso. Con i dimmer si hanno perdite dovute sostanzialmente alla commutazione e conduzione del dispositivo di controllo (SCR o TRIAC) e quindi molto inferiori. Per dare un'idea regolando a metà potenza un riflettore da 1000 W con un resistore variabile — e supponendo per semplicità che il riflettore sia assimilabile a un carico resistivo puro — occorre che la tensione ai capi del riflettore si riduca al 71% di quella nominale. Il restante 29% della tensione resta applicata sul resistore che dissiperà (inutilmente) circa 205 W, con un rendimento complessivo del 70%. Con un dimmer a SCR o a TRIAC la dissipazione nelle stesse condizioni l'uso si limita alle perdite dovute alla caduta di tensione su questo componente (poco più di 1 V) moltiplicata per il valore efficace della corrente (2,1 A con regolazione della luminosità al 50%); quindi la potenza dissipata sul TRIAC sarà di circa 2 W (efficienza di oltre il 99%)[6].

## Problemi generati daidimmer

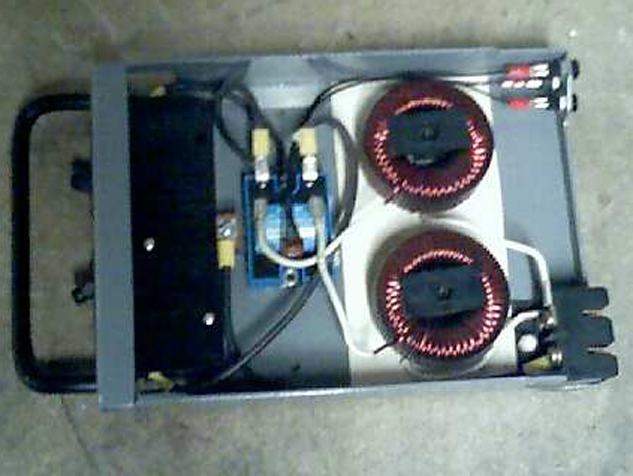
Dispositivo dimmer aperto. Si notano gli induttori toroidali indispensabili per attenuare l'emissione di disturbi

- Disturbi. Le commutazioni del componente attivo (SCR o triac) particolarmente quando si richiede metà della potenza disponibile (e quindi commutazioni sul picco della tensione di alimentazione 325 Vdc per la rete a 230 Vac) generano disturbi che richiedono dispositivi di filtraggio (rete LC) costosi e ingombranti[7]. Sulla rete di alimentazione si introducono anche armoniche di corrente. Inoltre, si hanno disturbi in impianti in cui sono presenti segnali analogici audio dovuti alle interferenze generate dalle connessioni all'impianto di illuminazione che si accoppiano con quelle dei segnali audio.
- Ronzio. Nel controllo di carichi pesanti, talvolta, l'induttore di protezione, particolarmente se non di tipo toroidale, può generare dei fastidiosi ronzii. Lo stesso problema può essere causato dalle vibrazioni del filamento delle lampade.
- Incompatibilità. In alcuni casi, in un impianto elettrico provvisto del nuovo contatore installato dall'Enel predisposto per la telelettura del consumo, l'utilizzo dei dimmer a sfioramento può portare allo sgancio saltuario dell'interruttore magnetotermico integrato nel contatore. L'intervento del dispositivo avviene nel caso si abbia il contratto di fornitura minima di potenza (3 kW). L'inconveniente si verifica in concomitanza dell'accensione di una lampada tramite un dimmer durante il funzionamento di elettrodomestici ad alto consumo (lavatrice, boiler, ferro da stiro, ecc.): nonostante la somma delle potenze impegnate risulti inferiore al limite di contratto, il circuito elettronico del contatore rileva i brevissimi e occasionali impulsi di tensione generati dal triac del dimmer i quali, contribuendo a elevare il valore istantaneo della corrente assorbita, portano allo sgancio dei magnetotermici.
- Lampade fluorescenti. Salvo indicazioni diverse, le lampade fluorescenti non possono essere usate con i variatori di luce. Ciò è riportato sulle confezioni dei modelli compatti con attacco a vite e, spesso, è possibile trovare apposite diciture stampate sulla base della lampada stessa.

## Il futuro deidimmer
Sono disponibili sul mercato, in sostituzione dei dimmer con triac, dei dispositivi che controllano il carico con IGBT: questi permettono di attivare il carico al passaggio della sinusoide per lo zero e disattivarlo nel punto desiderato della sinusoide (in pratica è l'opposto di quanto può fare un SCR o un triac nel senso che quando il triac è disattivo l'IGBT è attivo – vedi l'animazione). Il vantaggio si ha in quanto permette di controllare meglio la commutazione nel momento della disattivazione del carico e ridurre i disturbi relativi. Questo tipo di controllo non è possibile con SCR e triac. Si può ipotizzare che, in futuro, a tale scopo verranno usati anche MOSFET e GTO.

## Normative tecniche
Le normative sono spesso soggette a variazioni e aggiornamenti.
- CEI 23-86 CEI EN 50428: Apparecchi di comando non automatici per installazione elettrica fissa per uso domestico e similare. Norma Collaterale. Apparecchi di comando non automatici e relativi accessori per uso in sistemi elettronici per la casa e l'edificio (il termine riportato anche nei dati tecnici in italiano è HBES: Home and Building Electronic System)